# Kabupaten Dharmasraya
Kabupaten Dharmasraya är ett kabupaten i Indonesien.   Det ligger i provinsen Sumatera Barat, i den västra delen av landet, 800 km nordväst om huvudstaden Jakarta. Antalet invånare är 203 224.